# Салатавия
Салатавия (от кум. Савла-тав или Саула-тау) — историко-географическая область в Предгорном Дагестане, на левобережье р. Сулак. Граничила к северу с Кумыкской плоскостью и сливаясь с ней к востоку землями Чиркея и Чир-Юрта. Смежная с Шамхальскими владениями, Салатавия с юга обставлена высокими горами Гумбета, а на западе лесистым Аухом, отделяющимся от нее рекой Акташ у её истоков. Центр — с. Чиркей.

## Название
Название местности «Салатавия» является производным от кумыкского «саула/савла» и «тау/тав», что в переводе означает «плодородная гора» или «дойная гора» (благоприятная для скотоводства).

## История
Впервые Саламеэр (Салатавия) упоминается в 1485 г. в «Завещании Андуника», составленном в Аварском нуцальстве и свидетельствующем, что в XV в. этот регион являлся составной частью аварского государства. Однако, по данным известного историка М. А. Агларова, автор текста (завещания Андундика) пишет вовсе не овладении, а о заключении союза с 7 политическими образованиями:
Завещатель разумел не овладение, а военно-политический союз с семью политическими образованиями, который усилил бы ханство настолько, что дало бы возможность военной экспансии на восток к морю и на юг, откуда и будут поступать блага — все, в чем человек нуждается
Салатавия (кум. Салатау) была подвластна и зависима от кумыкских эндиреевских и костекских князей, коим салатавцы платили дань баранами, хлебом и обязаны были сопровождать их в походах.
В исторических документах указываются селении в Салатавии, которые платили подати кумыкским князьям, а так же имена князей, которым подати осуществлялись. Каждое из этих селений платили с каждого дома по 20 копеек серебра, а так же корзиной винограда и баранами. Это следующие аулы: чиркеевцы, зурамкенцы, госталинцы — князьям Темировым; ихалинцы, гунинцы — князю Муртазали Аджиеву; хубарцы, зубутлинцы, алмакцы, дылымцы — князьям Казаналиповым; миатлинцы — Хамзаевым; буртунайцы вместе с некоторыми чеченскими селениями — Капланову и старшему эндиреевскому князю.
Имеются так же подробные данные относительно зависимости чиркеевцев от кумыкских князей. Так, в письме кизлярскому коменданту Л.И. Дебеугобрию в октябре 1751 года эндиреевский владетель Алиш Хамзаев пишет:
«А оная Чирковская (Чиркеевская) деревня осталась после отцов наших нам и берем с них как отцы наши брали, так и мы, как с скота, так и со всего подати, потому что они подданные... наши и вам за них стараца не надлежит, или об них есть Е.И.В. указ, то прошу мне объявить, а если указу нет, то б за них вам старания никакого не предлагать»
По мнению кандидата наук П. Б. Абулсаламова, данный документ свидетельствует о наличии зависимости чиркеецев от эндиреевских князей и о выплате ими подати. Из-за чиркеевцев, у эндиреевских, аксаевских и костековских князей происходили между собой ссоры.
Салатавия образовалась в результате постепенного выселения на плоскость безземельного городского крестьянства, а так же людей, нашедших уголок и свободу от своих поработителей.
В 1735 году горное население (сов. Дагестана) обратилось к русскому правительству через костековского князя Алимбека. Данное обращение к российскому правительству в своём объявлении приводит генерал Левашев. По нему горцы запросили русское подданство и переселение их в Салатавию, тем самым желая жить во владении «почетного князя Алимбека».
В своем самосознании салатавцы не совсем идентифицируют себя с аварским этносом, несмотря на то, что в основной своей массе они являются прямыми потомками выходцев из горных аварских аулов, чему служат подтверждением в числе прочих свидетельств многочисленные устные предания салатавцев.
Доктор исторических наук А. С. Акбиев сообщает, о том, что «практически все крупные селения Салатавии имеют тюркские названия, легко переводимые с кумыкского». По мнению Акбиева, именно в Салатавии первоначально проживала значительная часть предков засулакских кумыков. Об этом свидетельствует и тот факт, что вплоть до 1843 года кумыкские феодалы (как князья, так и сала-уздени) считались собственниками почти всей салатавской земли, а горские общества, поселившиеся в Салатавии платили этим феодалам ясак (подать). Салатавия принадлежали разным княжеским фамилиям. Поэтому и подати разные общества платили разным князьям.
Самое старое селение в Салатавии Алмак основан примерно в XVI веке, это самый первый населённый пункт, основанный на территории, ранее принадлежавшей Эндирейским князьям. От прямой подати алмахцы были освобождены, так как поселились они в Салатавии по предложению кумыкских князей, дабы они (горцы) служили им как вассалы, в противовес Тарковскому шамхалу, который склонял к себе койсубулинцев.
На территории Салатавии до 16 века было 10 кумыкских селений. 
Советский историк и кавказовед М. О. Косвен упоминает салатавцев как отдельное кумыкское племя, населяющие оба берега реки Койсу, начиная от Бавтугая, и до Гумбетовского владения, а так же, что оные подчинялись кумыкским князьям, выплачивая им слабый ясак (подать) из «доброй воли».
Этнограф Б. Г. Алиев считает, что до колонизации этих земель разными группами населения при Султан-Муте Эндиреевском на рубеже XVI—XVII веков, в междуречье Терека и Сулака уже существовало оседлое дагестаноязычное население. По его мнению, исходя из указания, что кумыки оформились как народность на местной основе и что до проникновения в Дагестан тюркского языка, это население разговаривало на одном из дагестанских языков, то в данном случае это было авароязычное население. То есть вплоть до конца XVI века основным населением междуречья Терека и Сулака могли быть, по выражению Б. Г. Алиева, «авароязычные народы, точно так же, как и в Салатавии, где, по мнению, А. И. Исламмагомедова, аварские селения являлись более древнего заселения, а не XVI—XVII веков». Подтверждением этому мнению и сведения А. М. Буцковского от 1812 года, согласно которым, аварцы «до прибытия кумыков в сию Кумыкскую область уже на сих местах сидели»
Однако, теория о кумыках, как о тюркизированном дагестаноязычным населением, опровергалась такими учёными, как Л. Н. Гумилёв, С. А. Токарев, В. Минорский, Л. И. Лавров, А. Аликберов, и другими.
В 1869 году после окончания Кавказской войны Кумыкский округ был преобразован в Хасавюртовский с включением в его состав Салатавского и Ауховского наибств в качестве 4-го участка. Салатавия, где проживали салатавцы.
Отгонная система овцеводства у салатавцев сопровождала рядом трудностей, так как «надо было арендовать зимние пастбища, главным образом у феодалов, которые старались получить с овцеводов возможно более высокую арендную плату. До 1841 года за сады, которые разведены около самого Чиркея, чиркеевцы платили бекам ясак: с каждого дома по одной сапетки винограда или 20 копеек серебром, с 50-ти баранов по одному шаму».

## Населённые пункты
Населённые пункты Салатавии: 
- Алмак,
- Буртунай,
- Гертма,
- Гостала,
- Гуни,
- Дылым,
- Зубутли,
- Зурамкент,
- Инчха,
- Иха,
- Миатли,
- Хубар,
- Старый Чиркей[16].